# Moritz, cher Moritz
Pour plus de détails, voir Fiche technique et Distribution.
Moritz, cher Moritz (Moritz, lieber Moritz) est un film allemand réalisé par Hark Bohm, sorti en 1978.

## Synopsis
Moritz à 15 ans, ses parents sont désargentés et ils vont de voir quitter leur belle maison de Hambourg. Il est très proche de sa grand-mère mais ses parents l'envoient en maison de retraite.

## Fiche technique
- Titre : Moritz, cher Moritz
- Titre original : Moritz, lieber Moritz
- Réalisation : Hark Bohm
- Scénario : Hark Bohm
- Musique : Klaus Doldinger
- Photographie : Wolfgang Treu
- Montage : Jane Seitz
- Production : Hark Bohm et Natalia Bowakow
- Société de production : Hamburger Kino-Kompanie, Hark Bohm Film Productions et ZDF
- Pays :  Allemagne de l'Ouest
- Genre : Drame
- Durée : 96 minutes
- Dates de sortie : 
  -  Allemagne de l'Ouest : février 1978 (Berlinale)

## Distribution
- Michael Kebschull : Moritz Stuckmann
- Kyra Mladeck : Mme. Stuckmann
- Walter Klosterfelde : M. Stuckmann
- Elvira Thom : Tante
- Kerstin Wehlmann : Barbara
- Uwe Bohm : Uwe
- Dschingis Bowakow : Dschingis
- Grete Mosheim : la grand-mère
- Uwe Dallmeier : Kantor
- Marquard Bohm : le père de Barbara
- Hark Bohm : le médecin

## Distinctions
Le film a été présenté en sélection officielle en compétition lors de Berlinale 1978.